# Apolofanes

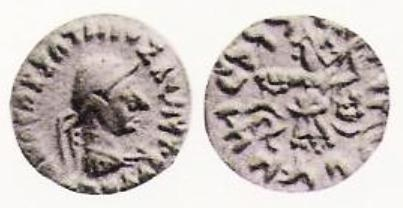
Moneda de Apolofanes

Apolófanes Sóter (Griego: Ἀπολλοφάνης ὁ Σωτήρ; el epíteto significa Salvador; reinó c. 35 – 25 a. C.) fue un rey indogriego en el área de Punyab oriental y central, en Pakistán e India modernos.

## Gobierno
Poco se sabe sobre él, excepto algunas de sus monedas. La datación es de Osmund Bopearachchi , pero R. C. Sénior sugiere aproximadamente las mismas fechas. Eruditos anteriores, como el profesor Ahmed Hasan Dani, W.W. Tarn Y Un.K. Narain fecharon a Apolofanes considerablemente más temprano, pero el estilo y lugares donde se han encontrado sus monedas aclaran que perteneció a la última línea de los reyes orientales indogriegos, no mucho tiempo antes de que fueran vencidos completamente por la presión de los Indoescitas.
Puede haber sido pariente de Apolodoto II Soter, dado que ambos reyes comparten el epíteto Soter, tienen nombres relacionados con Apolo, y usan a Pallas Athenea en los reversos de sus monedas.

## Monedas
Apolofanes emitió unos cuantos dracmas de plata degradados del tipo visto más arriba, con un único monograma y de baja calidad artística. Parece haber sido un gobernante local insignificante. Apolofanes lleva lo que parece ser un casco macedonio del tipo que se ve en el Mosaico de Issos, que fue el último gobernante Indogriego en utilizar.